# Família Taronita
Taronita (em grego: Ταρωνίτης), na forma feminina Taronitissa (Ταρωνίτισσα), foi uma família nobre bizantina, descendente da família armênia reinante no Principado de Taraunitis. Foi fundada pelos irmãos Gregório e Pancrácio (Bagrate), que cederam o principado para os bizantinos em 968 em troca de propriedades e altas dignidades.
A família era proeminente entre a aristocracia militar no final do século X e começo do XI, e mais tarde relacionou-se à dinastia comnena através do casamento de Miguel Taronita e Maria Comnena, irmã do imperador Aleixo I Comneno (r. 1081–1118). No século XII, tornaram-se sobretudo burocratas civis, muitos ocupando altos postos no governo central em Constantinopla. A família perdeu seu estatuto e influência após a dissolução do Império Bizantino pela Quarta Cruzada em 1204.